# 埃克沃赛姆
埃克沃赛姆（法語：Eckwersheim，发音：[ɛkvəʁsaim]）是法国下莱茵省的一个市镇，属于斯特拉斯堡区（Strasbourg）和布吕马特县（Brumath）。该市镇总面积7.46平方公里，2009年时的人口为1421人。

## 人口
埃克沃赛姆人口变化图示